# نظم المعلومات الإدارية

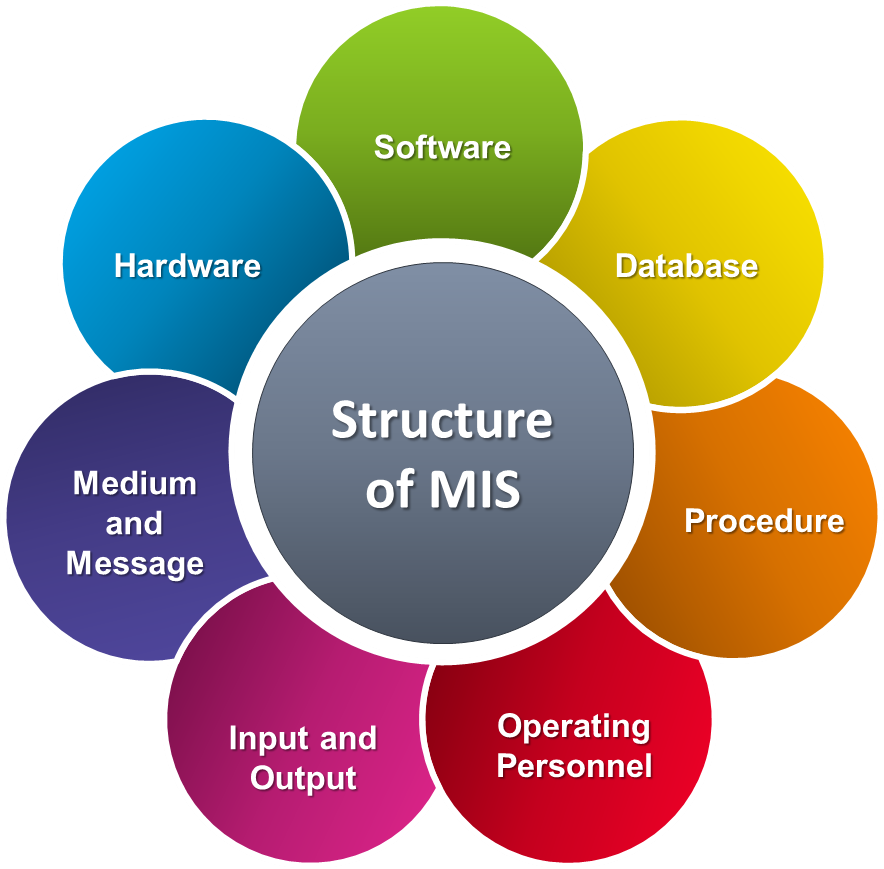

نظم المعلومات الإدارية (بالإنجليزية: Management Information Systems) اختصارًا (بالإنجليزية: MIS)؛ هو علم ذات طابع تكنولوجي إداري حديث مهم في العصر الحالي فهو يجمع ما بين تقنية المعلومات والإدارة، يبحث العلم كيفية تطوير النظم الادارية باستخدامي التكنولوجي، لدعم صنع القرار، وللتنسيق والتحكم والتحليل وتصور المعلومات في المنظمة.

## تعريف أنظمة المعلومات والهدف منها
هي أنظمة إدارية صممت بهدف خدمة الإدارة/المديرين في المنظمة، هدفها استخدام التكنولوجيا لتطوير الانظمة الادارية، تعمل على مساعدة المؤسسات المختلفة في القيام بأعمالها، وتقوم بعدة وظائف من المساعدة المكتبية والقيام بالمهمات المحاسبية و تنظيم الاجتماعات، كل هذا وأكثر من كل ما قد يساعد المؤسسات في عملية اتخاذ القرار. وهي تجمع بين الإدارة والحاسب.
وتعرف أيضا بأنها نظم معلومات توفر المعلومات عن الماضي والحاضر فيما يتعلق بأنشطة المؤسسة لمساعدة الإدارة في عملية اتخاذ القرارات. كما أن استخدام المؤسسات للنظم الحاسوبية في العمليات الإدارية التخفيف من الأعباء، وتخفيف المصاريف المالية على الموظفين، وتتغلب على العديد من السلبيات للعمل البشري التي قد يتسبب بها الملل من العمل الروتيني أو عدم وجود الحافز المعنوي اللازم. كما تساعد على تصغير حجم المؤسسات الذي يزيد من أعبائها. كما أن امتلاك المؤسسات لنظم المعلومات الادارية يزيد من القدرة التنافسية للمؤسسة في بيئة العمل. ولكن يعيب البعض على استخدام هذه النظم في المؤسسات الإدارية التخلي عن الأعمال الورقية.

## العناصر الأساسية لنظام المعلومات
وتوفر نظم المعلومات الإدارية المعلومات التي تحتاجها المنظمات لإدارة نفسها بكفاءة وفعالية، وعادة ما تكون نظم الكمبيوتر المستخدمة في الإدارة خمسة عناصر رئيسية وهي :
1. الأجهزة
2. البرمجيات
3. البيانات
4. الإجراءات (تصميم وتطوير الوثائق)
5. الناس (الأفراد والجماعات والمنظمات).

## تخصص نظم معلومات الإدارية
وتعتبر نظم المعلومات الإدارية متميزة عن غيرها من نظم الإدارة التقليدية لأنها تستخدم تحليل وتسهيل الانشطة الاستراتيجية والتشغيلية. أكاديميا يستخدم هذا المصطلح للإشارة إلى دراسة كيف يمكن للأفراد والجماعات والمنظمات تقييم وتصميم وتنفيذ وإدارة واستخدام أنظمة وتوليد المعلومات، وذلك لتحسين الكفاءة وفاعلية الصنع ربما في ذلك نظام يطلق عليه نظم دعم القرار، النظم الخبيرة، نظم المعلومات التنفيذية. معظم كليات إدارة الأعمال لديها قسم نظم المعلومات الإدارية جنبا إلى جنب مع الإداراة من المحاسبة، التمويل، والإدارة والتسويق.

### أهمية نظم المعلومات
توفر نظم المعلومات الإدارية المعلومات المناسبة على الصعيدين الداخلي والخارجي للإدارة على كافة مستوياتها، حتى يمكن اتخاذ القرارات الفعالة والمؤقتة لكي يوفر القيام بعملية التخطيط والرقابة والتوجيه داخل منظمة ما (مثل المنظمات غير الحكومية أو جمعيات الأسرة). وتوفر نظم المعلومات الإدارية مجموعة من نظم المعلومات الوظيفية.
وتعمل نظم المعلومات المطورة على توفير البيانات المطلوبة بهدف دعم وإدارة المؤسسات و المشروع. ولقد بدأت نظم المعلومات الإدارية قبل إدخال الكمبيوتر بفترة طويلة من الزمن. فقد نشأت في باد الأمر بإدارة الحسابات ومجالات الإدارة الأخرى. ويوسع استخدام الكمبيوتر من سهولة استعمال المعلومات والحصول عليها والتعامل مع البيانات بكميات كبيرة. كما أن هذه البيانات تكون متاحة للاستخدام من قبل المنظمة ككل.

### التقارير التي تصدره نظم المعلومات الإدارية
تصدر نظم المعلومات الإدارية نوعين من التقارير لأصحاب العلاقة:
1. تقارير دورية Periodic Reports: وهي تقارير تصدر كل فترة زمنية معينة مثل شهر، سنة، …إلخ[1][2][3] تحتوي معلومات تفيد في صنع القرار، مثلا يصدر التقرير الدوري لنظام المعلومات الخاص بإدارة المخزون ليخبرنا أن مخزوننا من الأقلام سينفذ بعد أسبوع إذا بقيت نسبة الاستخدام على ما هي عليه ! يستفيد مدير قسم المخزون من هذه المعلومة بصنع قرار الشراء لمزيد من الأقلام.

1. تقارير خاصة Special Purpose Reports: وهي تقارير يطلبها المستخدم من النظام وقت الحاجة لصنع قرار معين طارئ، أو معلومات عن أي موضوع يصدره التقرير الدوري لكن المستخدم بحاجته قبل وقته.

#### الهدف الأساسي من نظم المعلومات الإدارية
الهدف الأساسي من نظم المعلومات الإدارية هو إعطاء المنشأة أقصى فائدة من استخدام الحاسب الآلي والنظم للمساعدة في توفير المعلومات وإدارتها واستخدامها في الحياة العملية، وذلك بتحليل المعلومات والبيانات التي تمتلكها الشركة أو المؤسسة أو المنشأة الحكومية التي لا تهدف للربح، وأيضا تستفيد من هذا بتحليل البيانات والوصول إلى قرارات مدعمة وأقرب ما يكون للأفضل. الثمرة الحقيقية من نظم المعلومات الإدارية هي تزويد المستويات الإدارية المختلفة في مؤسسة ما بكل ما تحتاجه من معلومات تساعد القائمين بالعمل على اتخاذ القرار المناسب، فنظم المعلومات الإدارية هي طريقة لإبراز المعلومة في الوقت المناسب بالشكل المقروء للشخص المسؤول بصورة دقيقة، باستخدام الحاسب الآلي أو حتى باستخدام نظم يدوية ولكنها دقيقة بصورة كافية.

#### المميزات
وفيما يلي بعض من الفوائد التي يمكن أن تتحقق لأنواع مختلفة من نظم المعلومات الإدارية:1- إعطاء صورة عامة عن الشركة والقيام بدور الاتصال وأداة للتخطيط. 2- توافر بيانات العملاء وردود فعل يمكن أن تساعد الشركة على مواءمة إجراءات الأعمال لديها وفقا لاحتياجات العملاء. يمكن للإدارة الفعالة للبيانات العملاء تساعد الشركة على أداء أنشطة التسويق والترويج المباشر. 3- يمكن إدارة نظم المعلومات تساعد الشركة اكتساب ميزة تنافسية. ميزة تنافسية هو قدرة الشركة على القيام بشيء أفضل وأسرع وأرخص، أو فريد، بالمقارنة مع الشركات المنافسة في السوق.

## مراحل نظم المعلومات الإدارية
ابتداء من جمع البيانات، وفترات تلك البيانات إلى التحليل ورفع التقارير (القوائم البيانية) وتعتبر نظم المعلومات على مستوى جيد عندما تخدم منظمة ما ومديريها عن طريق جمع. وتحليل المعلومات المناسبة والشاملة ولكن بدون إفراط فيها لتحليل تنمية البرنامج والمشاكل أو اتخاذ القرار. لذا فإن معايير نظم المعلومات الإدارية الجيدة في:
- الدقة: معلومات وبيانات صحيحة.
- حداثة المعلومات: توفر معلومات حديثة وفي حينها.
- التكامل: توفر قدر كافٍ من المعلومات الضرورية بالنسبة لغرض محدد.
- الإيجاز: معلومات موجزة بالاستثناء أو نشاطات مخططة حسب الحاجة.
- الارتباط والملائمة: لمساندة أسلوب العمل المتطلب من مسؤولي الإدارة في منظمة ما وذلك بمساعدة تحليل منظم المعلومات- تكييف التحليل وفقاً لتسهيل عملية استخدام المعلومات للمراحل الإدارية المختلفة.
- توفر المعلومات: أن تكون متوفرة وسهل الحصول عليها.

كما أن استخدام المؤسسات للنظم الحاسوبية في العمليات الإدارية يخفف من الأعباء، والمصاريف المالية على الموظفين، ويتغلب على العديد من سلبيات العمل البشري الذي قد يتسبب بها الملل من العمل والأخطاء البشرية الروتينيه أو عدم وجود الحوافز المعنوية اللازمة. كما تساعد على تضخيم حجم المؤسسات. كما أن امتلاك المؤسسات لنظم المعلومات الإدارية يزيد من القدرة التنافسية للمؤسسة في بيئة العمل. ولكن يعيب البعض على استخدام هذه النظم في المؤسسات الإدارية على التخلص من المستندات الورقية.

## البرامج والشروط الواجب توافرها للعمل في هذه الإدارة
1. التعامل مع أحد البرامج المخصصة للبرمجة مث: Visual Foxpro - Dot Net - SQL - ACCESS - oracle - Crystal Report
2. احترافية التعامل مع مجموع برامج Microsoft Office مثل Word - Excel - Powerpoint - Access - Outlook -InfoPath
3. إجادة التعامل مع برامج المراقبة مثل: camtasia - Keylogger - WINPATROL - Process Explorer
4. إجادة التعامل مع برامج الشبكات مثل: Veronisoft IP Monitor - Network Watcher - Network Defense
5. إجادة التعامل مع برامج عامة كبرامج الفيروسات وضغط الملفات ومعالجة الصور والنصوص

كما يجب أن يكون لديه القدرة في التعامل مع الأجهزة التي ترفق بالكمبيوتر مثل Printers - Scanners - Faxes - Cameras - Data Show - Photocopier - Screening machine metals - Wi-Fi devices - Satellite devices وكذا التعامل مع برامجها وتطويرها إذا لزم الأمر.

## تخصص نظم المعلومات الإدارية
ويظهر تخصص نظم المعلومات بأسماء مختلفة وتحت كليات مختلفة فيكون أحياناً
- في كلية إدارة الأعمال Business school ويظهر باسم نظم المعلومات الإدارية Management information systems

وهنا يدرس كيفية تحقيق أفضل استخدام لتكنولوجيا المعلومات وإدارة الأعمال.

## المجالات التي يمكن أن يعمل فيها خريج قسم نظم المعلومات الإدارية
خريج قسم نظم المعلومات الادارية يستطيع العمل في الوظائف التالية :
- مدير تحسين محركات البحث Search engine optimization manager
- دعم النظم والدعم الفني Support systems and technical support
- خدمات المستخدمين User Services
- تطوير وتسويق نظم المعلومات Development and marketing of information systems
- إدارة وصيانة نظم المعلومات Management and maintenance of information systems
- إدارة البيانات Data Management
- إدارة وتطوير نظم الأعمال المعتمدة على التقنية Management and development of technology-based business systems
- تشغيل أنظمة المعلومات Operation of information systems

## وصلات خارجية
- كلية الأعمال برابغ - قسم نظم المعلومات الادارية
- نشرات دورية عن نظم المعلومات الإدارية